# Make Believe
| 전문가 평가          | 전문가 평가 |
| 총 점수              | 총 점수     |
| 출처                 | 점수        |
| -------------------- | ----------- |
| 메타크리틱           | 52/100      |
| 평가 점수            |             |
| 출처                 | 점수        |
| AllMusic             | [ 7 ]       |
| Blender              | [ 8 ]       |
| Entertainment Weekly | B−          |
| The Guardian         | [ 10 ]      |
| Los Angeles Times    | [ 11 ]      |
| Mojo                 | [ 12 ]      |
| NME                  | 5/10        |
| Pitchfork            | 0.4/10      |
| Q                    | [ 15 ]      |
| Rolling Stone        | [ 16 ]      |

《Make Believe》는 2005년 5월 10일, 게펀 레코드에 의해 발매된 미국의 록 밴드 위저의 다섯 번째 스튜디오 음반이다. 이 음반은 위저의 이전 발매 음반 중 정서적으로 취약한 가사를 일부 반영한 것으로 여겨졌으며, 히트 싱글 〈Beverly Hills〉의 강세로 인해 미국 빌보드 200에서 2위, 영국 음반 차트에서 11위로 정점을 찍으며 상업적 성공을 거두었다. 또한 〈Beverly Hills〉는 위저가 처음으로 그래미 어워드 최우수 록 송 후보에 오르기도 했다. 그럼에도 불구하고 《Make Believe》는 비평가와 팬들로부터 엇갈린 평가를 받았지만 여전히 꾸준히 판매되고 있다. 《Make Believe》의 녹음 과정은 이전 음반인 《Maladroit》가 발매되기 전에 시작되었지만 대부분의 위저의 이전 음반 녹음에 비해 장기화되어 거의 3년 동안 지속되었다. 리버스 쿼모의 《Make Believe》 작곡은 "음악적이고 감정적인 피를 흘리게 하는 것"으로 묘사되었지만, 이전보다 가사가 눈에 띄게 간단했다.

## 배경 및 녹음
2002년 봄부터 시작하여 2002년 말과 2003년 초에 무작위로 위저의 다섯 번째 음반에 사용할 수 있는 데모가 weezer.com의 오디오/비디오 페이지에 업로드되었다. 여름에 투어를 마치고 S.I.R. 스튜디오로 돌아와 추가 세션을 가진 후, 밴드는 결국 새로운 곡 그룹으로 처음부터 시작하기로 결정했다. 총 28곡의 노래가 웹사이트에 업로드되었지만 실제 음반에 수록된 곡은 아직까지 없다(다양한 팬 사이트에서 볼 수 있음). 이 곡들은 팬들 사이에서 일반적으로 "A5 데모" 또는 "초기 음반 5"라고 불린다. 녹음 과정에서 프로듀서 릭 루빈의 영향으로 인해 리버스 쿼모가 명상을 발견한 것은 음반 내용에 더 큰 영향을 미치기 시작했다. 예를 들어, 〈Pardon Me〉는 10일간의 가이드 명상 과정을 거쳐 사마타 (명상)와 자 (사랑의 친절)의 고대 기술을 배운 후 작곡되었으며, 연습하는 사람들에게 "내가 행동, 연설 또는 생각에서 상처를 입은 모든 사람들에게 용서를 구하라"고 권유했다. 또한 명상 중에 음반의 제목이 자신에게 왔다고 주장했다.
《Make Believe》는 이전 두 음반에 대해 좀 더 멀리 접근한 후 쿼모의 개인적인 작곡 스타일로 돌아갔다. 〈The Other Way〉는 당시 남자친구였던 싱어송라이터 엘리엇 스미스가 자살한 후 쿼모의 전 여자친구 제니퍼 치바를 위해 작곡한 곡이다. 쿼모는 "쿼모를 위로하고 싶었지만, 그렇게 하고 싶은 동기에 대해 혼란스럽고 회의적이어서 그에 대해 곡을 썼다"라고 말했다. 〈We Are All on Drugs〉는 쿼모가 선셋 스트립에서 파티 참석자들에게 듣는 것에서 영감을 얻었다. 〈Hold Me〉는 쿼모가 24시간 동안 금식한 후 노래를 작곡하는 작곡 실험 중에 작곡되었다. 또한 녹음 과정 초기에 루빈은 쿼모에게 "빌리 조엘이나 엘튼 존 같은 곡을 써달라"고 말했다. 루빈의 요청의 결과는 쿼모가 피아노로만 작곡한 최초의 〈Haunt You Every Day〉였다. 쿼모에 따르면 루빈은 톰 페티에게 같은 요청을 했고, 그는 "왕이 되어 좋다"를 작곡했다고 한다.
밴드가 음반 작업을 하던 중 영화 《슈렉 2》에 〈My Best Friend〉를 포함시키는 계약이 체결되었지만, 영화 제작자들이 비주얼의 타이밍에 맞지 않는다고 생각하면서 이 계약은 폐기되었다. 카운팅 크로우스의 노래 〈Accidentally in Love〉가 〈My Best Friend〉를 대신했다.

## 곡 목록
모든 곡들은 리버스 쿼모에 의해 작사/작곡하였다.
| #   | 제목                         | 재생 시간 |
| --- | ---------------------------- | --------- |
| 1.  | 〈Beverly Hills〉            | 3:16      |
| 2.  | 〈Perfect Situation〉        | 4:15      |
| 3.  | 〈This Is Such a Pity〉      | 3:24      |
| 4.  | 〈Hold Me〉                  | 4:22      |
| 5.  | 〈Peace〉                    | 3:53      |
| 6.  | 〈We Are All on Drugs〉      | 3:35      |
| 7.  | 〈The Damage in Your Heart〉 | 4:02      |
| 8.  | 〈Pardon Me〉                | 4:15      |
| 9.  | 〈My Best Friend〉           | 2:47      |
| 10. | 〈The Other Way〉            | 3:16      |
| 11. | 〈Freak Me Out〉             | 3:26      |
| 12. | 〈Haunt You Every Day〉      | 4:37      |

## 인증
| 국가                       | 인증     | 판매량/출하량 |
| -------------------------- | -------- | ------------- |
| 일본 (RIAJ)                | 골드     | 100,000^      |
| 캐나다 (뮤직 캐나다)       | 플래티넘 | 100,000^      |
| 미국 (RIAA)                | 플래티넘 | 1,000,000^    |
| ^출하량을 기반으로 한 인증 |          |               |